# Parachabora abydas
Parachabora abydas là một loài bướm đêm trong họ Noctuidae.